# Rawson (Buenos Aires)
 (signalé en mai 2025).
Si vous disposez d'ouvrages ou d'articles de référence ou si vous connaissez des sites web de qualité traitant du thème abordé ici, merci de compléter l'article en donnant les références utiles à sa vérifiabilité et en les liant à la section « Notes et références ».
- Archive Wikiwix
- Bing
- Cairn
- DuckDuckGo
- E. Universalis
- Gallica
- Google
- G. Books
- G. News
- G. Scholar
- Persée
- Qwant
- (zh) Baidu
- (ru) Yandex
- (wd) trouver des œuvres sur Wikidata

Pour les articles homonymes, voir Rawson (homonymie).
Rawson est une localité argentine située dans le partido de Chacabuco, dans la province de Buenos Aires.

## Démographie
La localité compte 2 123 habitants (Indec, 2010), ce qui représente un déclin de 2,8 % par rapport au recensement précédent de 2001 qui comptait 2 184 habitants.